# Selección de béisbol de México
La Selección Mexicana es el equipo representativo de México en las competiciones oficiales. Su organización está a cargo de la Federación Mexicana de Béisbol, la cual está afiliada a la Confederación Mundial de Béisbol y Sóftbol; Además, existen otros equipos que son seleccionados mexicanos de béisbol, entre los que destacan en los Juegos Olímpicos, la WBSC Premier 12, Copa Mundial de Béisbol Sub-12, Copa Mundial de Béisbol Sub-15, Copa Mundial de Béisbol Sub-18 y la Copa Mundial de Béisbol Sub-23.

## Resultados generales
| Competición                                    | PJ | PG | PP | CF | CC |
| ---------------------------------------------- | -- | -- | -- | -- | -- |
| WBSC Premier 12                                | -  | -  | -  | -  | -  |
| Clásico Mundial de Béisbol                     | -  | -  | -  | -  | -  |
| Juegos Olímpicos                               | -  | -  | -  | -  | -  |
| Copa Mundial de Béisbol                        | -  | -  | -  | -  | -  |
| Juegos Centroamericanos y del Caribe           | -  | -  | -  | -  | -  |
| Clasificatorio Clásico Mundial de Béisbol 2017 | -  | -  | -  | -  | -  |
| Total oficiales                                | -  | -  | -  | -  | -  |

### WBSC Premier 12
| Edición       | Resultado                 | Posición | PJ | PG | PP | CF | CC |
| ------------- | ------------------------- | -------- | -- | -- | -- | -- | -- |
| 2015 Detalles | Juego por el tercer lugar | 4.º      | 8  | 3  | 5  | 29 | 50 |
| 2019 Detalles | 3.er lugar                | 3°       | 8  | 6  | 2  | 33 | 17 |
| Total         |                           |          | 16 | 9  | 7  | 62 | 67 |

### Clásico Mundial de Béisbol
| Edición       | Resultado     | Posición | PJ | PG | PP | CF  | CC  |
| ------------- | ------------- | -------- | -- | -- | -- | --- | --- |
| 2006 Detalles | Segunda ronda | 6.º      | 6  | 3  | 3  | 23  | 16  |
| 2009 Detalles | Segunda ronda | 8.º      | 6  | 2  | 4  | 47  | 52  |
| 2013 Detalles | Primera ronda | 11.º     | 3  | 1  | 2  | 13  | 18  |
| 2017 Detalles | Primera ronda | 13.º     | 3  | 1  | 2  | 24  | 28  |
| 2023 Detalles | Semifinales   | 3°       | 6  | 4  | 2  | 37  | 24  |
| Total         | 5/5           |          | 24 | 11 | 13 | 144 | 138 |

## México en el Clásico Mundial de Béisbol
México ha competido en las 5 ediciones del Clásico Mundial de Béisbol.
| Récord de Clásico Mundial de Béisbol | Récord de Clásico Mundial de Béisbol                                                                          | Récord de Clásico Mundial de Béisbol | Récord de Clásico Mundial de Béisbol | Récord de Clásico Mundial de Béisbol | Récord de Clásico Mundial de Béisbol | Récord de Clásico Mundial de Béisbol | Récord de Clásico Mundial de Béisbol |                             | Récord Clasificación        | Récord Clasificación        | Récord Clasificación        | Récord Clasificación        | Récord Clasificación |
| Año                                  | Anfitrión(es)                                                                                                 | Ronda                                | Posición                             | G                                    | P                                    | RS                                   | RA                                   | Anfitrión                   | G                           | P                           | RS                          | RA                          |                      |
| ------------------------------------ | --- | ------------------------------------ | ------------------------------------ | ------------------------------------ | ------------------------------------ | ------------------------------------ | ------------------------------------ | --------------------------- | --------------------------- | --------------------------- | --------------------------- | --------------------------- | -------------------- |
| 2006                                 | Bandera de Japón · Bandera de Puerto Rico · Bandera de Estados Unidos                                         | Ronda 2                              | 6.º                                  | 3                                    | 3                                    | 23                                   | 16                                   | No hubo clasificación       | No hubo clasificación       | No hubo clasificación       | No hubo clasificación       | No hubo clasificación       |                      |
| 2009                                 | Bandera de Japón · Bandera de México · Bandera de Puerto Rico · Bandera de Estados Unidos · Bandera de Canadá | Ronda 2                              | 8.º                                  | 2                                    | 4                                    | 47                                   | 52                                   | No hubo clasificación       | No hubo clasificación       | No hubo clasificación       | No hubo clasificación       | No hubo clasificación       |                      |
| 2013                                 | Bandera de Japón · Bandera de Taiwán · Bandera de Puerto Rico · Bandera de Estados Unidos                     | Ronda 1                              | 11.º                                 | 1                                    | 2                                    | 13                                   | 18                                   | Clasificado automáticamente | Clasificado automáticamente | Clasificado automáticamente | Clasificado automáticamente | Clasificado automáticamente |                      |
| 2017                                 | Bandera de Corea del Sur · Bandera de Japón · Bandera de México · Bandera de Estados Unidos                   | Ronda 1                              | 13.º                                 | 1                                    | 2                                    | 24                                   | 28                                   | Bandera de México           | 3                           | 0                           | 25                          | 2                           |                      |
| 2023                                 | Bandera de Taiwán · Bandera de Estados Unidos · Bandera de Japón                                              | Semifinales                          | 3°                                   | 4                                    | 2                                    | 37                                   | 24                                   | Clasificado automáticamente | Clasificado automáticamente | Clasificado automáticamente | Clasificado automáticamente | Clasificado automáticamente |                      |
| 2026                                 | |                                      |                                      |                                      |                                      |                                      |                                      | Clasificado automáticamente | Clasificado automáticamente | Clasificado automáticamente | Clasificado automáticamente | Clasificado automáticamente |                      |
| Total                                | 5/5 |                                      |                                      | 11                                   | 13                                   | 144                                  | 138                                  | 1/1                         | 3                           | 0                           | 25                          | 2                           |                      |

### Registro de juegos (Clásico)
| Fecha    | Ciudad           | Competición | Visitante      |                           | Resultado |                           | Local          |
| -------- | ---------------- | ----------- | -------------- | ------------------------- | --------- | ------------------------- | -------------- |
| 7/03/06  | Phoenix          | WBC 2006    | Estados Unidos | Bandera de Estados Unidos | 2-0       | Bandera de México         | México         |
| 8/03/06  | Scottsdale       | WBC 2006    | Sudáfrica      | Bandera de Sudáfrica      | 4-10      | Bandera de México         | México         |
| 9/03/06  | Scottsdale       | WBC 2006    | México         | Bandera de México         | 9-1       | Bandera de Canadá         | Canadá         |
| 12/03/06 | Anaheim          | WBC 2006    | México         | Bandera de México         | 1-2       | Bandera de Corea del Sur  | Corea del Sur  |
| 14/03/06 | Anaheim          | WBC 2006    | Japón          | Bandera de Japón          | 9-1       | Bandera de México         | México         |
| 16/03/06 | Anaheim          | WBC 2006    | Estados Unidos | Bandera de Estados Unidos | 1-2       | Bandera de México         | México         |
| 8/03/09  | Ciudad de México | WBC 2009    | Australia      | Bandera de Australia      | 17-7      | Bandera de México         | México         |
| 9/03/09  | Ciudad de México | WBC 2009    | México         | Bandera de México         | 14-3      | Bandera de Sudáfrica      | Sudáfrica      |
| 11/03/09 | Ciudad de México | WBC 2009    | México         | Bandera de México         | 16-1      | Bandera de Australia      | Australia      |
| 12/03/09 | Ciudad de México | WBC 2009    | México         | Bandera de México         | 4-16      | Bandera de Cuba           | Cuba           |
| 15/03/09 | San Diego        | WBC 2009    | México         | Bandera de México         | 2-8       | Bandera de Corea del Sur  | Corea del Sur  |
| 17/03/09 | San Diego        | WBC 2009    | Cuba           | Bandera de Cuba           | 7-4       | Bandera de México         | México         |
| 7/03/13  | Scottsdale       | WBC 2013    | Italia         | Bandera de Italia         | 6-5       | Bandera de México         | México         |
| 8/03/13  | Phoenix          | WBC 2013    | México         | Bandera de México         | 5-2       | Bandera de Estados Unidos | Estados Unidos |
| 9/03/13  | Phoenix          | WBC 2013    | Canadá         | Bandera de Canadá         | 10-3      | Bandera de México         | México         |
| 9/03/17  | Guadalajara      | WBC 2017    | México         | Bandera de México         | 9-10      | Bandera de Italia         | Italia         |
| 11/03/17 | Guadalajara      | WBC 2017    | Puerto Rico    | Bandera de Puerto Rico    | 9-4       | Bandera de México         | México         |
| 12/03/17 | Guadalajara      | WBC 2017    | México         | Bandera de México         | 11-9      | Bandera de Venezuela      | Venezuela      |
| 11/03/23 | Phoenix          | WBC 2023    | Colombia       | Bandera de Colombia       | 5-4       | Bandera de México         | México         |
| 12/03/23 | Phoenix          | WBC 2023    | México         | Bandera de México         | 11-5      | Bandera de Estados Unidos | Estados Unidos |
| 14/03/23 | Phoenix          | WBC 2023    | Reino Unido    | Bandera del Reino Unido   | 1-2       | Bandera de México         | México         |
| 15/03/23 | Phoenix          | WBC 2023    | México         | Bandera de México         | 10-3      | Bandera de Canadá         | Canadá         |
| 17/03/23 | Miami            | WBC 2023    | Puerto Rico    | Bandera de Puerto Rico    | 4-5       | Bandera de México         | México         |
| 20/03/23 | Miami            | WBC 2023    | México         | Bandera de México         | 5-6       | Bandera de Japón          | Japón          |

### Registro de juegos (Clasificatoria)
| Clasificación para el Clásico Mundial de Béisbol 2017 | Clasificación para el Clásico Mundial de Béisbol 2017 | Clasificación para el Clásico Mundial de Béisbol 2017 | Clasificación para el Clásico Mundial de Béisbol 2017 |
| Fecha                                                 | Lugar                                                 | Oponente                                              | Resultado1                                            |
| ----------------------------------------------------- | ----------------------------------------------------- | ----------------------------------------------------- | ----------------------------------------------------- |
| 17 de marzo de 2016                                   | Mexicali, México                                      | República Checa                                       | 2-1 G                                                 |
| 18 de marzo de 2016                                   | Mexicali, México                                      | Nicaragua                                             | 11-0 G                                                |
| 20 de marzo de 2016                                   | Mexicali, México                                      | Nicaragua                                             | 12-1 G                                                |

1 – Las carreras de México son las que se listan primero.

### Edición 2006
Artículo principal: México en el Clásico Mundial de Béisbol 2006
En la primera edición del Clásico Mundial de Béisbol (2006) el conjunto mexicano fue manejado por Francisco 'Paquín' Estrada y ocupó la 6° posición. En el grupo B de la primera fase México obtuvo el primer lugar (que compartió con Estados Unidos, Canadá y Sudáfrica), lo que le otorgó el pase a la segunda fase. En esta instancia quedó eliminado al ganar a los Estados Unidos (lo que le quitó a los estadounidenses la oportunidad de avanzar a la siguiente fase) y perder ante Japón y Corea del Sur.

### Edición 2009
Artículo principal: México en el Clásico Mundial de Béisbol 2009
En el (2009), México fue sede del grupo B de la primera ronda. Además de México, el grupo estuvo formado por Cuba, Australia y Sudáfrica. Los partidos fueron jugados en el Foro Sol.
El equipo fue eliminado en la Segunda ronda, fase que representaba la ronda antes de las semifinales.

### Edición 2013
En esta tercera edición del (2013), a México le tocó compartir grupo en Phoenix, Arizona con Italia, Estados Unidos y Canadá. El equipo fue eliminado en la primera ronda tras perder contra los Italianos y Canadienses, terminó con un récord de 1-2 ya que le ganó a Estados Unidos.

### Edición 2017
Artículo principal: Clasificación para el Clásico Mundial de Béisbol 2017 
México jugó clasificación para el Clásico Mundial de Béisbol 2017, en el grupo 2 con Alemania, Nicaragua  y la República Checa en el Estadio B*Air en Mexicali, Baja California donde clasificó al Clásico Mundial de Béisbol 2017 derrotando en el primer juego 1-2 a República Checa y en dos juegos a Nicaragua 11-0 y 12-1 asegurando así su cuarta participación en un clásico mundial.
Ya en el Clásico Mundial de Béisbol 2017, México se ubicó en el Grupo D, que se disputó en el Estadio Panamericano de Zapopan, Jalisco. Perdió sus dos primeros encuentros contra Italia y Puerto Rico, pero resultó vencedor en el último contra Venezuela. Al terminar en un triple empate Italia, Venezuela y México se recurrió al reglamento. En un principio México había sido confirmado para enfrentar en juego de desempate a Italia, pero la MLB y el WBC modificaron el resultado, dejando fuera a México en medio de confusión y controversia.

### Edición 2023
Artículo principal: México en el Clásico Mundial de Béisbol 2023
La participación de México en el Clásico Mundial de Béisbol 2023 ha sido la mejor para la novena mexicana en la historia del torneo. Anteriormente, el mejor lugar alcanzado por los peloteros tricolores fue el sexto lugar en la edición de 2006; ahora, con un roster plagado de figuras de las Grandes Ligas, alcanzaron el tercer lugar.
En la edición de 2023, México ganó el grupo que compartió con Colombia, Estados Unidos, Gran Bretaña y Canadá; en la fase de cuartos de final, eliminaron a Puerto Rico a pesar de empezar con cuatro carreras de desventaja; finalmente, su actividad, concluyó en el vibrante juego de semifinal contra Japón.

### Edición 2024
El 4 de enero de 2024, la Selección Mexicana de Béisbol anunció con orgullo su ascenso histórico al segundo lugar en el Ranking Mundial de Béisbol Masculino de la WBSC, consolidándose como una potencia mundial con un destacado puntaje de 4764. Este logro se fundamenta en su brillante desempeño en el Clásico Mundial de Béisbol de 2023, donde bajo la dirección de Benjamín Gil, alcanzaron las semifinales, marcando un hito inédito en la historia de la WBSC. Figuras destacadas como Randy Arozarena, Joey Meneses y Julio Urías fueron clave en este logro. La medalla de oro en los Juegos Centroamericanos y del Caribe 2023 refuerza su dominio regional. Este éxito no solo resalta el rendimiento deportivo excepcional, sino también la creciente popularidad del béisbol en un país tradicionalmente centrado en el fútbol. La transmisión televisiva del Clásico Mundial en México ha contribuido significativamente a este cambio en el panorama deportivo. En resumen, la Selección Mexicana de Béisbol celebró su posición como la segunda mejor del mundo, escribiendo un capítulo trascendental en la historia del béisbol internacional.

## México en el WBSC Premier 12
México ha competido en las 2 ediciones del WBSC Premier 12.
| Récord de WBSC Premier 12 | Récord de WBSC Premier 12 | Récord de WBSC Premier 12 | Récord de WBSC Premier 12 | Récord de WBSC Premier 12 | Récord de WBSC Premier 12 | Récord de WBSC Premier 12 | Récord de WBSC Premier 12 |                 | Récord Clasificación | Récord Clasificación | Récord Clasificación | Récord Clasificación | Récord Clasificación |
| Año                       | Anfitrión(es)             | Ronda                     | Posición                  | G                         | P                         | RS                        | RA                        | Anfitrión       | G                    | P                    | RS                   | RA                   |                      |
| ------------------------- | ------------------------- | ------------------------- | ------------------------- | ------------------------- | ------------------------- | ------------------------- | ------------------------- | --------------- | -------------------- | -------------------- | -------------------- | -------------------- | -------------------- |
| 2015                      | /                         | Juego por el Tercer lugar | 4.º                       | 3                         | 5                         | 29                        | 50                        | Ranking Mundial | Ranking Mundial      | Ranking Mundial      | Ranking Mundial      | Ranking Mundial      |                      |
| 2019                      | /                         | Juego por el Tercer lugar | 3.º                       | 6                         | 2                         | 36                        | 17                        | Ranking Mundial | Ranking Mundial      | Ranking Mundial      | Ranking Mundial      | Ranking Mundial      |                      |

### Registro de juegos
| WBSC Premier 12 de 2015 | WBSC Premier 12 de 2015 | WBSC Premier 12 de 2015 | WBSC Premier 12 de 2015 |
| Fecha                   | Lugar                   | Oponente                | Resultado1              |
| ----------------------- | ----------------------- | ----------------------- | ----------------------- |
| 10 de noviembre de 2015 | Taoyuan, Taiwán         | Venezuela               | 6-4 G                   |
| 11 de noviembre de 2015 | Taipéi, Taiwán          | Japón                   | 5-6 P                   |
| 12 de noviembre de 2015 | Taipéi, Taiwán          | Estados Unidos          | 0-10 P                  |
| 14 de noviembre de 2015 | Taipéi, Taiwán          | Corea del Sur           | 3-4 P                   |
| 15 de noviembre de 2015 | Taoyuan, Taiwán         | República Dominicana    | 9-6 G                   |
| 16 de noviembre de 2015 | Taichung, Taiwán        | Canadá                  | 4-3 G                   |
| 20 de noviembre de 2015 | Tokio, Japón            | Estados Unidos          | 1-6 P                   |
| 21 de noviembre de 2015 | Tokio, Japón            | Japón                   | 1-11 P                  |
| WBSC Premier 12 de 2019 |                         |                         |                         |
| Fecha                   | Lugar                   | Oponente                | Resultado1              |
| 2 de noviembre de 2019  | Guadalajara, México     | República Dominicana    | 6-1 G                   |
| 3 de noviembre de 2019  | Guadalajara, México     | Estados Unidos          | 8-2 G                   |
| 5 de noviembre de 2019  | Guadalajara, México     | Países Bajos            | 10-2 G                  |
| 11 de noviembre de 2019 | Chiba, Japón            | China Taipéi            | 2-0 G                   |
| 12 de noviembre de 2019 | Tokio, Japón            | Australia               | 3-0 G                   |
| 13 de noviembre de 2019 | Tokio, Japón            | Japón                   | 1-3 P                   |
| 15 de noviembre de 2019 | Tokio, Japón            | Corea del Sur           | 3-7 P                   |
| 17 de noviembre de 2019 | Tokio, Japón            | Estados Unidos          | 3-2 (10) G              |

1 – Las carreras de México son las que se listan primero.

### Edición 2017
México se clasificó a la primera edición del "Premier 12" como el lugar número 12 en el ranking del WBSC. Se ubicó en el Grupo B, mismo que disputó encuentros en los estadios Taoyuan Stadium, de la ciudad del mismo nombre y en el Tianmu Stadium, en el Distrito de Taipéi; ambos en Taiwán. En el partido de debut venció a Venezuela. Después perdió tres partidos consecutivos contra Japón, Estados Unidos y Corea del Sur. Cerró la primera ronda venciendo a República Dominicana y clasificó a cuartos de final. Ya en cuartos de final se enfrentó a Canadá que llegaba invicto, venciéndolo con pizarra de 4-3 en el Intercontinental Stadium de Taichung. México llegó siendo caballo negro a semifinales, enfrentándose a Estados Unidos en el majestuoso Tokyo Dome de Japón. El TRI beisbolero cayó 6-1, pero ganó el derecho a disputar el partido por el tercer lugar. Dicho partido se disputó en el Tokyo Dome contra el anfitrión Japón; México fue derrotado 11-1 por KO en el séptimo inning.

## Ranking WBSC
| Año                   | Medio año                    | Final de año      |
| --------------------- | ---------------------------- | ----------------- |
| 2012                  | -                            | 11.º (208.98) dic |
| 2013                  | -                            | 12.º (149.28) dic |
| 2014                  | -                            | 12.º (136.78) dic |
| 2015                  | -                            | 12.º () dic       |
| 2016                  | 7.º (2792)                   | 6.º (3081) dic    |
| 2017                  | -                            | 6.º (3012)        |
| 2018                  | 6.º (2672) sep               | 6.º (3393) dic    |
| 2019                  | -                            | 5.º (3375) dic    |
| 2020                  | 5.º (3375) mar               | -                 |
| 2021                  | 5.º (2483) jun 5° (2270) ago | 4° (2722) dic     |
| 2022                  | 4.º () may                   | 5° (3273) dic     |
| 2023                  | 3.º (4130) mar               |                   |
| Posición promedio: 6° |                              |                   |

- Mejor progreso : +5 (2015-2016).
- Peor progreso: -1 (2012-2013).

## Categorías juveniles
Las categorías juveniles de la selección de béisbol de México, son el conjunto de selecciones de la Federación Mexicana de Béisbol integradas entre jugadores de 12 a 23 años, que representan a México en los diferentes torneos internacionales agrupados en diferentes categorías de edad y que constituyen los escalones para llegar a la selección mayor.
Las diferentes categorías se establecen por el año de nacimiento de los jugadores y normalmente incluyen a beisbolistas nacidos en dos años consecutivos. Tradicionalmente la denominación de la selección se refiere a la edad máxima de los jugadores habiendo así competiciones oficiales desde los sub-12 hasta los sub-23.
En el caso de la Selección Mexicana de Béisbol, se ha asistido a mundiales juveniles como la Copa Mundial de Béisbol Sub-12, la Copa Mundial de Béisbol Sub-15, la Copa Mundial de Béisbol Sub-18 y la Copa Mundial de Béisbol Sub-23, siendo este último torneo donde mayor éxito se ha tenido. 

### Selección sub-23
Es la selección formada por jugadores menores de 23 años de edad que representa a la FEMEBE. El mejor resultado de su historia ocurrió el 28 de octubre de 2018 al proclamarse campeón en la Copa Mundial de Béisbol Sub-23 de 2018, superando 2-1 a su similar de Japón, siendo así la primera selección en conseguir una  medalla de oro en un torneo internacional.

## México en la Copa Mundial de Béisbol Sub-23
México ha competido en las 4 ediciones de la Copa Mundial de Béisbol Sub-23.
La diferencia del béisbol con otros deportes como el fútbol, radica en que el ranking mundial se determina por la posición obtenida por la selección desde la categoría sub-12 hasta la categoría mayor, por lo que cualquiera de los niveles juveniles incide y repercute en la selección absoluta. 
| Copa Mundial de Béisbol Sub-23 | Copa Mundial de Béisbol Sub-23 | Copa Mundial de Béisbol Sub-23 | Copa Mundial de Béisbol Sub-23 | Copa Mundial de Béisbol Sub-23 | Copa Mundial de Béisbol Sub-23 | Copa Mundial de Béisbol Sub-23 | Copa Mundial de Béisbol Sub-23 |                 | Récord Clasificación | Récord Clasificación | Récord Clasificación | Récord Clasificación | Récord Clasificación |
| Año                            | Anfitrión(es)                  | Ronda                          | Posición                       | G                              | P                              | RS                             | RA                             | Anfitrión       | G                    | P                    | RS                   | RA                   |                      |
| ------------------------------ | ------------------------------ | ------------------------------ | ------------------------------ | ------------------------------ | ------------------------------ | ------------------------------ | ------------------------------ | --------------- | -------------------- | -------------------- | -------------------- | -------------------- | -------------------- |
| 2014                           | Bandera de Taiwán              | Ronda de Consolación           | 11.º                           | 1                              | 6                              | 22                             | 59                             | Ranking Mundial | Ranking Mundial      | Ranking Mundial      | Ranking Mundial      | Ranking Mundial      |                      |
| 2016                           | Bandera de México              | Súper Ronda                    | 5.º                            | 5                              | 3                              | 59                             | 28                             | Ranking Mundial | Ranking Mundial      | Ranking Mundial      | Ranking Mundial      | Ranking Mundial      |                      |
| 2018                           | Bandera de Colombia            | Final                          | Campeón                        | 7                              | 2                              | 55                             | 33                             | Ranking Mundial | Ranking Mundial      | Ranking Mundial      | Ranking Mundial      | Ranking Mundial      |                      |
| 2021                           | Bandera de México              | Final                          | Subcampeón                     | 5                              | 4                              | 24                             | 23                             | Ranking Mundial | Ranking Mundial      | Ranking Mundial      | Ranking Mundial      | Ranking Mundial      |                      |

## Róster
| México XIX Juegos Panamericanos   |   |                   |                                 |
| C U E R P O T É C N I C O         |   |                   |                                 |
| Mánager                           | # | Bandera de México | Enrique Reyes                   |
| Coach de Banca                    | # | Bandera de México |                                 |
| Coach de Bateo                    | # | Bandera de México |                                 |
| Coach de Pitcheo                  | # | Bandera de México |                                 |
| Coach de 1ra base                 | # | Bandera de México |                                 |
| Coach de 3ra base                 | # | Bandera de México |                                 |
| Coach de Bullpen                  | # | Bandera de México |                                 |
| J U G A D O R E S                 |   |                   |                                 |
| L A N Z A D O R E S               |   |                   |                                 |
| Batea: D / Tira: Z                | # | Bandera de México | Faustino Carrera (TIJ/OBR)      |
| Batea: Z / Tira: Z                | # | Bandera de México | Fabián Cota (MEX/MOC)           |
| Batea: D / Tira: Z                | # | Bandera de México | Jesús Cruz (YUC/MXC)            |
| Batea: D / Tira: D                | # | Bandera de México | Francisco Haro (YUC/NAV)        |
| Batea: Z / Tira: Z                | # | Bandera de México | Arturo López (MEX/OBR)          |
| Batea: D / Tira: D                | # | Bandera de México | Luis Fernando Miranda (OAX/MOC) |
| Batea: D / Tira: D                | # | Bandera de México | Aldo Montes (LAG/CUL)           |
| Batea: D / Tira: D                | # | Bandera de México | Carlos Morales (MTY/GSV)        |
| Batea: D / Tira: D                | # | Bandera de México | Wilmer Ríos (MON/HER)           |
| Batea: D / Tira: D                | # | Bandera de México | Darel Torres (QRO/MOC)          |
| Batea: D / Tira: D                | # | Bandera de México | Édgar Torres (OAX/NAV)          |
| Batea: Z / Tira: Z                | # | Bandera de México | Samuel Zazueta (VER/OBR)        |
| R E C E P T O R E S               |   |                   |                                 |
| Batea: D / Tira: D                | # | Bandera de México | Fernando Flores (TIJ/JAL)       |
| Batea: D / Tira: D                | # | Bandera de México | Alexis Wilson (QRO/CUL)         |
| J U G A D O R E S D E C U A D R O |   |                   |                                 |
| Batea: L / Tira: D                | # | Bandera de México | Jasson Atondo (TAB/HER)         |
| Batea: D / Tira: D                | # | Bandera de México | Emmanuel Ávila (OAX/CUL)        |
| Batea: A / Tira: D                | # | Bandera de México | Edson García (MVA/JAL)          |
| Batea: Z / Tira: Z                | # | Bandera de México | Moisés Gutiérrez (MEX/MXC)      |
| Batea: Z / Tira: Z                | # | Bandera de México | Roberto Ramos (MEX/HER)         |
| Batea: D / Tira: D                | # | Bandera de México | Roberto Valenzuela (MTY)        |
| J A R D I N E R O S               |   |                   |                                 |
| Batea: D / Tira: D                | # | Bandera de México | Miguel Guzmán (PUE/NAV)         |
| Batea: Z / Tira: D                | # | Bandera de México | Norberto Obeso (YUC/MXC)        |
| Batea: D / Tira: D                | # | Bandera de México | Randy Romero (GDL/MAZ)          |
| Batea: D / Tira: D                | # | Bandera de México | Fernando Villegas (SAL/JAL)     |

 =  Cuenta con nacionalidad mexicana. 

## Uniforme
- WBC 2023

| Colores del equipo |                                         |                    |
| Colores del equipo | Emblema del equipo · Colores del equipo | Colores del equipo |
| Colores del equipo |                                         |                    |
| Colores del equipo |                                         |                    |
|                    |                                         |                    |
| Local              |                                         |                    |

| Colores del equipo |                                         |                    |
| Colores del equipo | Emblema del equipo · Colores del equipo | Colores del equipo |
| Colores del equipo |                                         |                    |
| Colores del equipo |                                         |                    |
|                    |                                         |                    |
| Visitante          |                                         |                    |

| Colores del equipo |                                         |                    |
| Colores del equipo | Emblema del equipo · Colores del equipo | Colores del equipo |
| Colores del equipo |                                         |                    |
| Colores del equipo |                                         |                    |
|                    |                                         |                    |
| Alternativo        |                                         |                    |

- WBC 2009

| Colores del equipo |                                         |                    |
| Colores del equipo | Emblema del equipo · Colores del equipo | Colores del equipo |
| Colores del equipo |                                         |                    |
| Colores del equipo |                                         |                    |
|                    |                                         |                    |
| Local              |                                         |                    |

| Colores del equipo |                                         |                    |
| Colores del equipo | Emblema del equipo · Colores del equipo | Colores del equipo |
| Colores del equipo |                                         |                    |
| Colores del equipo |                                         |                    |
|                    |                                         |                    |
| Visitante          |                                         |                    |

| Colores del equipo |                                         |                    |
| Colores del equipo | Emblema del equipo · Colores del equipo | Colores del equipo |
| Colores del equipo |                                         |                    |
| Colores del equipo |                                         |                    |
|                    |                                         |                    |
| Alternativo        |                                         |                    |